# Michael Baden
Michael M. Baden (Bronx, 27 de julho de 1934) é um médico americano e patologista forense credenciado conhecido por seu trabalho na investigação de mortes de alto perfil e como o apresentador do Autopsy, da HBO. Baden foi o legista-chefe da cidade de Nova Iorque de 1978 a 1979. Ele também foi presidente do Painel de Patologia Forense do Comitê Seleto da Câmara sobre Assassinatos, que investigou o assassinato de John F. Kennedy. Os resultados da autópsia independente de Baden estão frequentemente em conflito com as opiniões das autoridades locais.

## Infância e educação
Baden nasceu no Bronx, Nova Iorque, em 27 de julho de 1934 em uma família judia. Ele se formou como o primeiro de sua classe no Colégio da Cidade de Nova Iorque em 1955. Ele recebeu seu diploma de médico da Escola de Medicina da Universidade de Nova Iorque em 1960. Ele completou uma residência em patologia no Hospital Bellevue.

## Carreira profissional

### Cidade de Nova Iorque
Baden foi o legista-chefe de Nova Iorque de 1978 a 1979, mas foi afastado de seu cargo pelo prefeito de Nova Iorque, Ed Koch, depois que Koch recebeu reclamações sobre seu trabalho, incluindo memorandos do procurador distrital Robert M. Morgenthau e da saúde municipal o comissário Reinaldo Ferrer, documentando suas críticas a Baden por “registros desleixados, julgamento insatisfatório e falta de cooperação”. Em 1979, o ex-advogado de Baden, Robert Tanenbaum, defendeu seus métodos de autópsia, ao mesmo tempo em que reconheceu sua falta de cooperação com o sistema de Nova Iorque. Mais tarde, Baden ganhou cem mil dólares em um processo de rescisão indevida. Em 1979, ele foi o legista no caso da morte do músico britânico Sid Vicious.

### HSCA
Baden foi presidente do Painel de Patologia Forense do Comitê Seleto da Câmara sobre Assassinatos, que investigou o assassinato de John F. Kennedy.